# Vugar Orudžov
Vugar Orudžov (ázerbájdžánsky Vüqar Nəriman oğlu Orucov), (rusky Вугар Оруджёв) nebo (anglicky Vugar Orujov (Orudzhev)) (* 26. října 1971, Jevlach) je bývalý sovětský a ázerbájdžánský zápasník volnostylař, olympijský medailista z roku 1992.

## Sportovní kariéra
Volnému stylu se věnoval od 15 let v Baku pod vedením Džory Džangirova. V roce 1989 následoval svého trenéra do Homelu v Bělorusku. V roce 1991 se poprvé objevil v seniorské reprezentaci Sovětského svazu jako zástupce Běloruské SSR a získal titul mistra světa. V roce 1992 reprezentoval Bělorusko v rámci Společenství nezávislých států na olympijských hrách v Barceloně. Ve skupině B prohrál jeden zápas s Korejcem Kim Il-ongem a z druhého místa postoupil do boje o celkové třetí místo, ve kterém porazil Rumuna Romicu Rașovana a získal bronzovou olympijskou medaili. V roce 1994 se s trenérem přesunul do Vladikavkazu a od roku 1995 reprezentoval Rusko. V roce 1996 se kvalifikoval na olympijské hry v Atlantě. Nezvládl však vstup do turnaje, když v prvním kole prohrál s Viktorem Efteniem z Ukrajiny. V opravch se dostal do boje o třetí místo, ve kterém podlehl Kubánci Alexis Vilovi a obsadil 4. místo. Od roku 1997 se zrušila papírová váha a tím skončila jeho reprezentační kariéra. Jako Ázerbájdžánec svojí rodnou zemi na mezinárodní scéně nikdy nereprezentoval. Po skončení sportovní kariéry se věnuje trenérské práci ve Spojených státech.

## Výsledky
| Turnaj             | Sovětský svaz | Bělorusko     | Bělorusko     | Bělorusko     | Rusko         | Rusko         |
| Turnaj             | 1991          | 1992          | 1993          | 1994          | 1995          | 1996          |
| Turnaj             | 20            | 21            | 22            | 23            | 24            | 25            |
| Turnaj             | papírová váha | papírová váha | papírová váha | papírová váha | papírová váha | papírová váha |
| ------------------ | ------------- | ------------- | ------------- | ------------- | ------------- | ------------- |
| Olympijské hry     |               | 3.            |               |               |               | 4.            |
| Mistrovství světa  | 1.            |               | 2.            | —             | 1.            |               |
| Mistrovství Evropy | 3.            | 2.            | —             | —             | 1.            | 3.            |